# Tianjin (astronomie chineză)
Tianjin este un asterism din astronomia chineză. A fost descris în tratatul astronomic Shi Shi, care se referă la asterismele compuse din cele mai strălucitoare stele de pe cerul nocturn. Este compus din nouă stele găzduite de constelația occidentală Lebăda.

## Compoziția asterismului
Localizarea și forma asterismului Tianjin sunt relativ ușor de determinat: corespunde în esență părții din urmă a constelației occidentale Lebăda, situată pe banda Căii Lactee (adică partea care cuprinde coada și aripile păsării cu excepția extremității aripii stângi, situată în afara benzii Căii Lactee). Toate stelele strălucitoare din această regiune a cerului fac parte din asterism, cărora li se adaugă alte câteva, pentru a forma un poligon relativ rectiliniu și alungit. Asterismul cuprinde, în sensul acelor ceasornicului:
- α Cygni (Deneb, magnitudine aparentă 1,2)
- ο Cygni (magnitudine aparentă 3,8)
- δ Cygni (magnitudine aparentă 2,9)
- γ Cygni (Sadr, magnitudine aparentă 2,2)
- ε Cygni (Gienah, magnitudine aparentă 2,5)
- ζ Cygni (magnitudine aparentă 3,2)
- υ Cygni (magnitudine aparentă 4,4)
- τ Cygni (magnitudine aparentă 3,7)
- ν Cygni (magnitudine aparentă 3,9)

Câteva incertitudini există relativ la compoziția părții meridionale (mai ales υ, τ, ν), dar pot fi parțial înlăturate ținând cont de compoziția probabilă a asterismelor vecine. De exemplu, prezența lui τ Cygni în detrimentul lui σ Cygni este  motivată prin faptul că aceasta din urmă face parte probabil din asterismul vecin Chefu.

## Simbolică
Tianjin reprezintă un vad, care permite traversarea benzii lăptoase a Căii Lactee, care, în astronomia chineză simbolizează un fluviu ceresc, numit Tianhe. Poziția vadului nu este întâmplătoare: în această regiune a constelației Lebăda, numărul stelelor strălucitoare este relativ mic, iar zona situată în interiorul poligonului asterismului este într-adevăr suficient de întunecat pentru a evoca o „structură” aruncată peste undele fluviului ceresc.

## Asterisme asociate
Există dea-lungul Căii Lactee diverse asterisme asociate în mod explicit fluviului ceresc pe care-l reprezintă, acestea fiind foarte departe deTianjin. Printre acestea se află mai multe animale, Tengshe, un șarpe acvatic (constelația occidentală Șopârla), Bie și Gui, broaște țestoase (constelațiile Coroana Australă și Altarul), cât și  Tianchuan, un vas care navighează pe fluviu (constelația Perseu).